# 矢吹省三
矢吹 省三（やぶき しょうぞう / せいぞう、1883年（明治16年）7月23日 - 1950年（昭和25年）12月27日）は、明治末から昭和前期の実業家、政治家、華族。貴族院男爵議員。

## 経歴
東京府出身。旧幕臣・陸軍中将、矢吹秀一の三男として生まれる。旧制第一高等学校を経て、1908年（明治41年）に東京帝国大学法科大学政治学科を卒業。父の死去に伴い1910年（明治43年）1月19日、男爵を襲爵。
横浜正金銀行書記、富士生命保険 (株) 取締役、東京タクシー自動車 (株) 取締役、東京貿易 (株) 社長などを務めた。
1918年（大正7年）7月10日、貴族院男爵議員に選出され公正会に属して活動した。加藤高明内閣・第2次若槻内閣の外務政務次官、濱口内閣の海軍政務次官、濱口内閣の大蔵政務次官、預金部資金運用委員会委員、議員制度調査会委員、議員制度審議会委員、鉄道会議臨時議員などを歴任。1946年（昭和21年）6月19日に貴族院議員を辞職した。その後、公職追放となった。

## 栄典
- 1915年（大正4年）1月11日 - 正五位[9]

## 家族
- 父・矢吹秀一[10]
- 妻・三千子（1886-1948） - 伯爵東久世通禧娘[10] 1920年に離婚[11]
- 妻・ヒサ（1893-1927） - 市島謙吉二女[11]
- 妻・清子（1896年生） - 川淵龍起三女[12]
- 長男・秀武（1909年生）の妻・章は武富敏彦の長女、武富時敏・安達峰一郎の孫[12]